# Ziaur Rahman (joueur d'échecs)
Pour les articles homonymes, voir Ziaur Rahman (homonymie) et Rahman (homonymie).
Ziaur Rahman est un joueur d'échecs bangladais né le 1er mai 1974 et mort d'une attaque cardiaque le 5 juillet 2024 à Dacca. 
Grand maître international depuis 2002, Ziaur Rahman remporta treize fois le championnat du Bangladesh et le tournoi de Dacca en 2003.
Au 1er juin 2017, il était le numéro un bangladais avec un classement Elo de 2 526 points.

## Olympiades
Ziaur Rahman a représenté le Bangladesh lors de treize olympiades de 1986 à 2014, dont neuf fois au premier échiquier.

## Coupes du monde
Ziaur Rahman a participé à quatre coupes du monde d'échecs :
- 2007 (éliminé au premier tour par Dmitri Iakovenko) ;
- 2011 (éliminé au premier tour par Maxime Vachier-Lagrave) ;
- 2013 (éliminé au premier tour par Boris Guelfand) ;
- 2015 (éliminé par Ievgueni Tomachevski).